# Маргара
Маргара (вірм. Մարգարա) — село в марзі Армавір, на заході Вірменії. Село розташоване на лівому березі річки Аракс, по якій проходить кордон з Туреччиною. Село розташоване за 18 км на південний захід від міста Вагаршапат, за 2 км на південний захід від села Варданашен та за 4 км на південний схід від села Аразап. Біля села розташований міст через Аракс з пунктом пропуску через державний кордон, але у зв'язку з блокадою Вірменії зі сторони Туреччини з 1992 р. він не функціонує.